# عاطفه (نام)
عاطفه نامی زنانه با ریشه عربی به معنی محبت و مهربانی است.

## افراد
- عاطفه رضوی
- عاطفه ریاضی
- عاطفه نوری
- عاطفه رجبی سهاله
- عاطفه گرگین